# 嶋田正義
嶋田 正義（しまだ まさよし、1935年4月6日 - 2021年11月30日）は、日本の教育者、政治家。兵庫県神崎郡福崎町長（通算5期）。兵庫県町村会理事。全国小さくても輝く自治体フォーラム呼びかけ人。

## 来歴
福崎町出身。神戸大学教育学部卒業後、郷里の中学校での15年間に及ぶ教員生活を経て、福崎町議会議員（日本共産党公認）に転じる。町議は5期20年にわたり務めた。
1995年12月3日投開票の町長選挙に無所属（「明るい福崎町をつくる会」推薦）で立候補、現職の松岡忠能を破り初当選を果たす。当時、共産党籍を持つ首長は山田兼三兵庫県南光町（現佐用町）長、関口荘六新潟県三和村（現上越市）長に次いで3人目となった。
山田町長が佐用町新設に伴う2005年の同町長選挙で落選して以来、兵庫県内では唯一の共産党員首長であったが、2010年10月30日投開票の上郡町長選挙で初当選した工藤崇が、県内2人目の同党員首長に就く。なお、嶋田は同じ兵庫県の共産党員首長として、工藤の応援に駆け付けている。
2021年11月30日午前4時14分、肺炎のため姫路市内の病院で死去。86歳没。

## 政歴
- 1973年 福崎町議会議員選挙 初当選
- 1977年 福崎町議会議員選挙 再選
- 1981年 福崎町議会議員選挙 3選
- 1985年 福崎町議会議員選挙 4選
- 1989年 福崎町議会議員選挙 5選
- 1993年 第30回衆議院議員総選挙 兵庫4区 落選[5]

※1996年の総選挙に兵庫12区から出馬予定であったが、町長選出馬のため辞退
- 1995年 福崎町長選挙 初当選
- 1999年 福崎町長選挙 再選
- 2003年 福崎町長選挙 前助役の白井為次を破り3選[8]
- 2007年 福崎町長選挙 無投票で4選[9]
- 2011年 福崎町長選挙 前神崎郡町村会事務局長の松岡茂利を破り5選[10]
- 2015年 福崎町長を任期満了につき退任

## 主な政策

### もちむぎ食品センター再建
町の名産品であるモチムギの加工食品を製造・販売する第三セクター「もちむぎ食品センター」が、前町長時代の1990年6月11日設立。しかし、経営悪化や3億7000万円に上る使途不明金が発覚した事により、2000年10月27日をもって町長自らが代表取締役に就く。商品開発やトップセールスが奏功し、就任3年目にして初の黒字を計上するに至る。

### 全国初の膜処理法下水処理場
2005年4月1日、下水処理場である福崎浄化センターが操業を開始。公共下水道としては当時全国で初めて膜分離活性汚泥法（膜処理法とも）を利用しており、各方面で大きな注目を集めた。膜処理法の採用は、2001年国土交通省が同法を認可したのを受け、町長自らが従来の処理方式に基づく計画から変更した事で実現したものである。なお、同センター建設に当たり土地を確保していたが、膜処理法採用に伴い従来式の半分の面積で済んだため、センターに隣接する形で町立図書館を新設。

### 中学卒業までの医療費無料化
町では2010年度以降、中学卒業までの医療費窓口負担無料化を実施。国は町に対し、年間1250万円にも上る国庫負担金の減額を行っているものの、医療費無料化の動きはたつの、相生、宍粟の西播磨4市などにも広がっている。